# Hiến pháp Pháp năm 1958
Hiến pháp Cộng hòa Pháp được thông qua vào ngày 4 tháng 10 năm 1958. Nó thường được gọi là Hiến pháp Đệ ngũ Cộng hòa, và nó thay thế cho Hiến pháp của nền Cộng hòa thứ tư năm 1946. Hiến pháp năm 1958 coi tách biệt giáo hội và chính phủ, dân chủ, phúc lợi xã hội và tính không thể phân chia là những nguyên tắc cốt lõi của nhà nước Pháp. Charles de Gaulle là đóng vai trò chính trong việc giới thiệu hiến pháp mới và tạo nên nền Cộng hòa thứ năm, trong khi văn bản do Michel Debré soạn thảo. Kể từ đó, hiến pháp đã được sửa đổi hai mươi bốn lần, cho đến năm 2008.